# Назимов, Василий Гаврилович
Василий Гаврилович Назимов (1759—1839) — генерал-лейтенант морской артиллерии, сенатор, преподаватель.

## Происхождение
из дворян Лужского уезда Петербургской губернии.

## Послужной список
- 28 июня 1776 г. Назимов по окончании курса во 2-м кадетском корпусе был выпущен штык-юнкером в бомбардирский полк на правах подпоручика армии.
- В 1779 году принимал участие в походе полка в Польшу.
- 24 апреля 1780 г. произведен в подпоручики артиллерии.
- В 1786 г. в чине капитана был переведен на службу во 2-й кадетский корпус.
- В 1789 г. зачислен на службу в Невский пехотный полк майором.
- В 1792 г. был уволен от военной службы.
- 8 марта 1795 г. снова принят артиллерии майором и зачислен во 2-й фузелерный полк, в котором оставался до 1797 г., когда вторично вышел в отставку.
- 19 мая 1802 г. — поступил в Сенат.
- В 1803 г. переведен в капитул орденов, а через год в звании «военного советника» определился на службу в Инженерную экспедицию, числясь в которой принимал участие в войне 1805 г..
- В 1806 г. он был произведен в статские советники, через два года переведен в морскую артиллерию капитаном 1 ранга и вскоре назначен исправляющим должность генерал-цейхмейстера, то есть начальника морской артиллерии.
- В 1810 году, с введением в действие проекта преобразования центрального управления морского ведомства, по которому последнее было подразделено на адмиралтейств-коллегию и адмиралтейский департамент, с организацией при адмиралтейств-коллегии экспедиций хозяйственной, исполнительной, артиллерийской, казначейской и счетной, Назимов был назначен управляющим артиллерийской экспедицией; в этой должности он состоял до 1827 года.
- 26 ноября 1816 г. генерал-майор В. Г. Назимов был награждён орденом Святого Георгия IV класса за № 3128.
- В июне 1817 г. начальник артиллерийской экспедиции Назимов принимал самое непосредственное участие в подготовке путешествия вокруг света на военном шлюпе «Камчатка» (1817—1819) флота капитаном Головниным. Вот что он пишет об этом: «…Начальники разных экспедиций {Г-да: генерал-интендант Иван Петрович Пущин, генерал кригс-комиссар Федор Васильевич Шишмарев, генерал-цейхмейстер Василий Гаврилович Назимов.} Государственной адмиралтейств-коллегий, от коих зависело снабжение шлюпа всеми припасами, прилагали особенное попечение доставить нам самые лучшие материалы, какие только были в Кронштадтском и Петербургском арсеналах…»
- 1 июля 1817 года Награждён орденом Святой Анны 1-й степени.
- В 1827 г. последовало Высочайшее утверждение «предварительного образования морского министерства», по которому бывшая артиллерийская экспедиция вошла в состав управления генерал-интенданта Морского министерства. В чине генерал-майора, Назимов получил новое назначение и занял должность дежурного генерала при морском штабе Его Величества, став во главе особого управления, заменившего бывшие департаменты инспекторский и аудиторский и канцелярию. Как дежурному генералу, ему пришлось иметь наблюдение «за ненарушимостью порядков» по ведомству и надзор за портами, строениями, арсеналами, фабриками, верфями, мастерскими — учреждениями морского министерства. В этой должности он пробыл 2 года.
- 30 августа 1829 года Назимов был произведен в генерал-лейтенанты и назначен присутствующим в Правительствующий сенат.